# Ryloth
Ryloth je fiktivní planeta ze světa Star Wars. Je domovem humanoidní rasy Twi'leků. Tato rasa žije v řadách měst, ležících v obyvatelných částech planety. Planeta se totiž neotáčí, a tak je jedna strana planety nepřetržitě oslňována sluncem a druhá se nachází v úplné tmě. Po zformování Galaktického impéria zotročil Jabba Hutt mnoho twi'lekských žen a učinil z nich své tanečnice. Na Rylothu se nachází čtyři kontinenty (Dengdian, Haxiang, Lienru a Tienhu) a dva oceány (Severní a Jižní oceán). Na planetě je značný zdroj jistého koření, označovaného jako ryll.
Planeta je domovským světem pro Aaylu Securu, Biba Fortunu a Sebulbovi masérky Ann Gellu a Tan Gellu.